# Zoe Saldaña

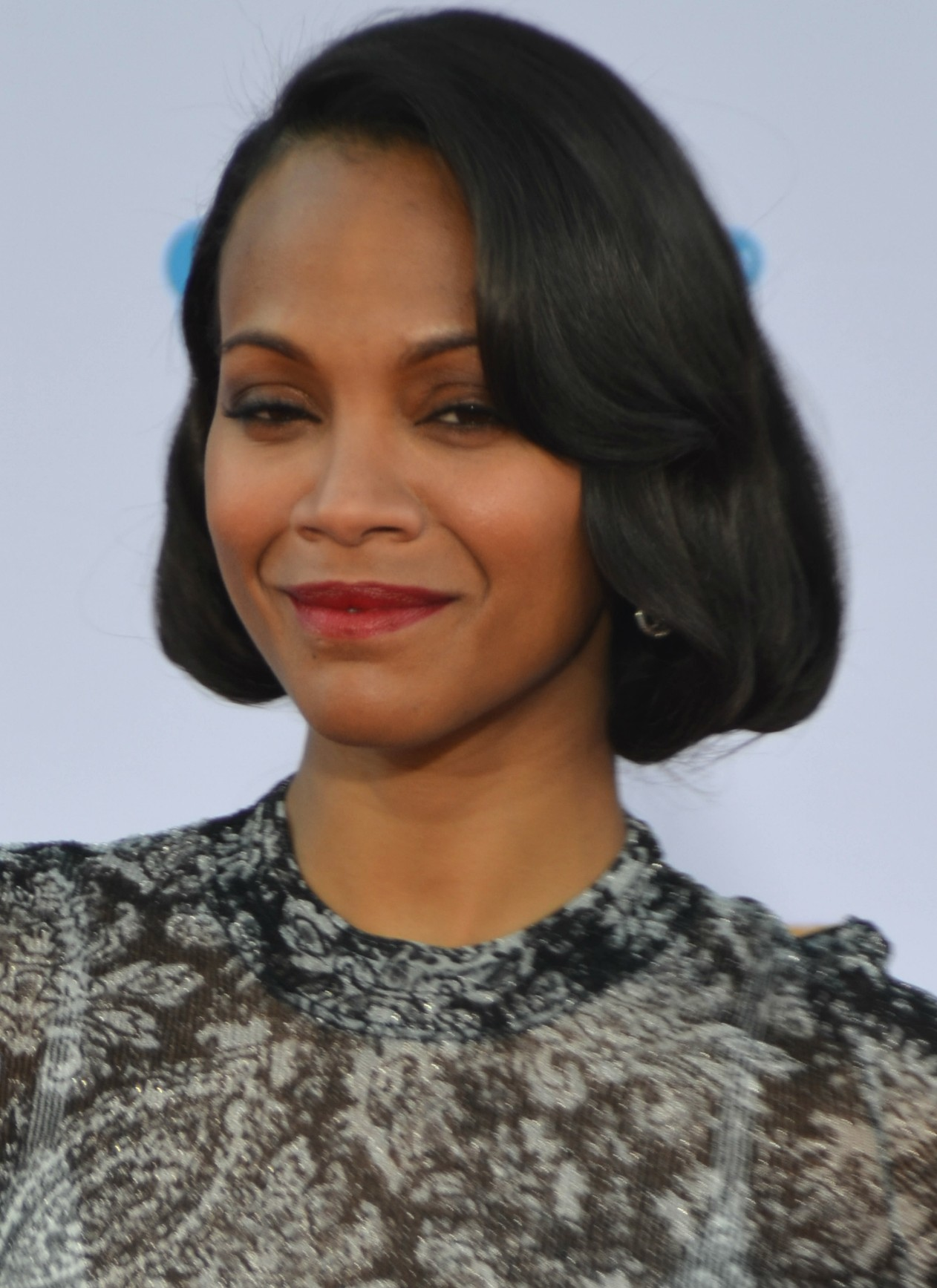
Zoe Saldaña, premiera Strażników Galaktyki (2014)

Zoe Saldaña, właśc. Zoe Yadira Saldaña Nazario (ur. 19 czerwca 1978 w Passaic) – amerykańska aktorka filmowa i telewizyjna pochodzenia dominikańskiego. Laureatka Oscara za rolę drugoplanową w filmie Emilia Pérez.

## Życie prywatne
Jest zamężna z Markiem Peregą. Mają troje dzieci: Bowie, Zen i Cy.

## Filmografia
- 2000 – Światła sceny (Center Stage) jako Eva Rodriguez
- 2001 – Snipes jako Cheryl
- 2001 – Sztuka rozstania (Get Over It) jako Maggie
- 2002 – Dobosz (Drumline) jako Laila
- 2002 – Crossroads – Dogonić marzenia (Crossroads) jako Kit
- 2003 – Piraci z Karaibów: Klątwa Czarnej Perły (Pirates of the Caribbean: The Curse of the Black Pearl) jako Anamaria
- 2004 – Temptation jako Annie
- 2004 – Przystań (Haven) jako Andrea
- 2004 – Terminal (The Terminal) jako Dolores Torres
- 2005 – La Maldición del padre Cardona jako Flor
- 2005 – Niecne uczynki (Dirty Deeds) jako Rachel Buff
- 2005 – Zgadnij kto (Guess Who) jako Theresa Jones
- 2005 – Constellation jako Rosa Boxer
- 2006 – Ways of the Flesh jako Donna
- 2006 – Premium jako Charli
- 2007 – Blackout jako Claudine
- 2007 – Gdy zgaśnie namiętność (After Sex) jako Kat
- 2008 – The Skeptic jako Cassie
- 2008 – 8 części prawdy (Vantage Point) jako Angie Jones
- 2009 – Avatar jako Neytiri
- 2009 – Star Trek jako Nyota Uhura
- 2010 – Zgon na pogrzebie (Death at a Funeral) jako Elaine
- 2010 – The Losers: Drużyna potępionych (The Losers) jako Aisha
- 2010 – Chętni na kasę (Takers) jako Lilly
- 2010 – Burning Palms jako Sarah Cotton
- 2011 – Colombiana jako Cataleya Restrepo
- 2013 – Zrodzony w ogniu (Out of the Furnace) jako Lena Taylor
- 2013 – W ciemność. Star Trek (Star Trek Into Darkness) jako Nyota Uhura
- 2014 – Księga Życia (The Book of Life) jako Maria
- 2014 – Strażnicy Galaktyki (Guardians of the Galaxy) jako Gamora
- 2014 – Dziecko Rosemary (Rosemary’s Baby) jako Rosemary Woodhouse
- 2016 – Nocne życie (Live by Night) jako Graciela
- 2016 – Star Trek: W nieznane (Star Trek Beyond) jako Nyota Uhura
- 2016 – Nina jako Nina Simone
- 2017 – Strażnicy Galaktyki vol. 2 (Guardians of the Galaxy Vol. 2) jako Gamora
- 2018 – Avengers: Wojna bez granic (Avengers: Infinity War) jako Gamora
- 2019 – Avengers: Koniec gry (Avengers: Endgame) jako Gamora
- 2022 – Projekt Adam (The Adam project) jako Laura
- 2022 – Strażnicy Galaktyki: Coraz bliżej święta (The Guardians of the Galaxy Holiday Special) jako Gamora
- 2022 – Avatar: Istota wody jako Neytiri
- 2023 – Strażnicy Galaktyki vol. 3 (Guardians of the Galaxy Vol. 3) jako Gamora
- 2024 – Emilia Pérez jako Rita Moro Castro

## Odznaczenia
- Chevalier Orderu Sztuki i Literatury – Francja, 2024[4]